# Taurin
Taurine, hay 2-aminoethanesulfonic acid, là một axít hữu cơ. Taurine lần đầu được phát hiện bởi các nhà khoa học người Đức Frieddrich Tiedeman và Leopold Gmelin năm 1827, Taurine dường như cần thiết cho nhiều chức năng trong cơ thể con người. Nó cần thiết cho hoạt động của mắt, và đóng vai trò như chất chống oxy hóa trong các tế bào bạch cầu và mô phổi. Hơn nữa, taurine ảnh hưởng đến chức năng của các tế bào thần kinh và sự co bóp của tim.
Với khả năng hấp thụ chất béo kém, trẻ em có tình trạng xơ hóa u nang hay trẻ sinh non có thể được lợi từ sự bổ sung taurine. Vì taurine đi kèm với axit mật sẽ giúp quá trình hấp thụ chất béo.
Taurine được tạo ra từ hai amino acid thiết yếu là methionine và cystein, và taurine được tập trung tại cơ bắp thịt, mô tiểu huyết cầu và mô thần kinh. Taurine chỉ được tìm thấy ở thịt động vật.

## Từ nguyên
Taurin được đặt theo tên Latin taurus nghĩa là trâu hoặc bò, do hợp chất này được các nhà khoa học người Đức Friedrich Tiedemann và Leopold Gmelin tách chiết từ mật bò vào năm 1827.

## Cấu trúc
Taurin là dẫn xuất của cystein, là amino acid chứa nhóm thiol. Taurin nằm trong số ít axit sulfonic tự nhiên. Nó không phải là amino acid vì thiếu nhóm carboxyl, nhưng vẫn thường được gọi là amino acid ngay cả trong các bài báo khoa học. Taurin không chứa nhóm sulfonat và có thể gọi nó là amino acid sulfonic.